# Czente István
Czente István (Tornalja, 1803. december 23. – Rapp, 1859. február 14.) katolikus pap, költő.

## Élete
Atyja református, anyja katolikus volt. Iskoláit Rozsnyón végezte, a teológiát a bécsi Pazmaneumban hallgatta. 1827-ben misés papnak szentelték föl, három évig mint segédlelkész és kilenc évig a rozsnyói szemináriumban mint tanulmányi felügyelő, spiritualis, a világi ifjuság erkölcsi felügyelője és hitszónoka hivataloskodott, emellett az elméleti és gyakorlati bölcselettant és a magyar nyelvet tanította. 1839-ben losonci, 1849-ben rappi plébános lett. Ekkor a magyar kormány által elfogatott, később azonban ismét visszahelyeztetett hivatalába.

## Művei
- Jézus a mi példánk. Rozsnyó, 1831.
- A bölcselkedő magyar polgár. Kassa, 1838. (Az akkor uralkodó korszellem ellen. Ism. Figyelmező. Felelet a Századunkban.)
- A korszellem. Németből Dengler után ford.

Verse a Hebeben (1826.) jelent meg.